# Sargus macquartii
Sargus macquartii är en tvåvingeart som beskrevs av Perty 1833. Sargus macquartii ingår i släktet Sargus och familjen vapenflugor. Inga underarter finns listade i Catalogue of Life.